# Steinberggasse
Die Steinberggasse (Dialekt: Steibi [ˈʃtæi̯bi]) ist eine etwa 280 Meter lange und ausserordentlich breite Längsstrasse in Winterthur im Schweizer Kanton Zürich. Sie ist Teil der Winterthurer Altstadt und der dortigen Fussgängerzone. Mit ihren zahlreichen Boutiquen, Cafés und Restaurants und den vier Brunnen, in denen gebadet werden darf, ist sie ein beliebter Treffpunkt für Jung und Alt. Auf der Steinberggasse finden jährlich die Winterthurer Musikfestwochen statt.

## Verlauf
Die Steinberggasse besteht aus zwei ursprünglich unabhängigen Strassenzügen. Die Untere Steinberggasse (ehemals Niedergasse) ist ca. 110 Meter lang. Sie wird westlich vom Neumarkt her zwischen Königshof und Alterszentrum betreten. An dieser Stelle ist sie ca. 8 Meter breit. Nach dem Königshof öffnet sie sich zu einem ca. 25 mal 25 Meter grossen Platz, von dem nordöstlich die Spitalgasse zum Spitalhof abzweigt. Die  Steinberggasse wird südöstlich fortgeführt und nach ca. 60 Metern von der Nord-Süd-Achse Metzggasse/Steiggasse gekreuzt. Die Metzggasse führt nördlich zur Marktgasse, die nur 4 Meter breite Steiggasse südlich zur Technikumstrasse. Etwa 10 Meter weiter nördlich setzt die Obere Steinberggasse (ehemals Hintergasse) nach Osten fort. Sie ist ca. 170 Meter lang und bis zu 20 Meter breit. An ihrer Nordseite zweigen die Pfarrgasse und die Obere Kirchgasse zum Kirchplatz und zur Stadtkirche ab. Die Steinberggasse mündet im Osten in die Obergasse, wo sie sich zu 7 Metern verengt, und wird ab da östlich von der Holdergasse fortgeführt, die nach ca. 40 Metern in den Graben und den Holderplatz mündet.

## Geschichte

### «Hintergasse» und «Niedergasse»
Als Teil des ältesten Winterthurer Stadtkerns wurde die Hintergasse bereits um 1200 angelegt. Mit ihrer aussergewöhnlichen Breite war sie von Anfang an für Märkte konzipiert. An ihrer Südseite schloss direkt die Stadtmauer an. Eine bis heute populäre Legende besagt, dass die Bewohner sich stets einen Vorrat an Bollensteinen halten mussten, um die Mauer während Kriegshandlungen instand zu halten. Daher sollen auch die Namen der Häuser zum Steinberg rühren, nach denen die Gasse 1904 umbenannt wurde.
Betreten wurde die Hintergasse seit 1335 durch das kleine «Steigtor» bei der Steiggasse, welches den Zugang der Stadt zur «Steig» (heute Turmhaldenstrasse) sicherte.
Die Hintergasse war traditionell die Strasse der Handwerker. Das kleinbürgerliche Gepräge hat sich bis heute erhalten. In den schmalen, drei- bis viergeschossigen Zeilenhäusern diente das Parterre oft als Werkstatt oder Ladenfläche, in den übrigen Stockwerken waren teilweise untervermietete Wohnungen untergebracht. Darin wohnten und arbeiteten Schuhmacher, Schneider, Bäcker, Töpfer («Hafner»), Schlosser, Hutmacher, Coiffeure usw., daneben auch Kleinhändler («Krämer») und Wirtsleute, die in ihren Gaststätten vergleichsweise günstig Essen anboten, Alkohol ausschenkten und Übernachtungsmöglichkeiten boten. Letztere zogen ab der Industrialisierung nach Feierabend auch Arbeiter aus den Vorstädten wie Oberwinterthur und Töss an. Die Hintergasse war denn auch die Hochburg der Arbeiterbewegung im Winterthurer Stadtkern. Das Brauchwasser entnahmen die Gewerbe bis ins 19. Jahrhundert dem durch die Hinter- und Niedergasse fliessenden Stadtbach. Dieser wurde 1835 eingedeckt, als auch die Stadtmauer geschleift wurde.
Im Westen wurde die Hintergasse ursprünglich durch die «Metzg» abgeschlossen. Mit ihrem Abbruch 1833 wurden Hinter- und Niedergasse zusammengeschlossen.

### Umbenennung in «Steinberggasse»
Von jeher haftete der Hintergasse und ihren Nebenstrassen in der öffentlichen, insbesondere der grossbürgerlichen Wahrnehmung etwas Anrüchiges an. Um 1900 geriet die Gegend mehrmals wegen gewalttätiger Händel in die kantonalen und nationalen Schlagzeilen. Am 29. August 1897 kam es etwa an der Ecke Steiggasse/Niedergasse zu einer Messerstecherei zwischen zwei Italienern. Am 19. Januar 1898 schoss ein italienischer Steinhauergeselle auf der Hintergasse mit einem Revolver auf einen Eisendreher. Am Morgen des 15. Juli 1907 erstach ein 32-jähriger Italiener einen 17-jährigen Landsmann in einem Wirtshaus an der Niedergasse in der Überzeugung, von ihm bestohlen worden zu sein. Als sich Winterthur gegen Ende des 19. Jahrhunderts zur Grossstadt entwickelte, florierte die Gegend um die Marktgasse im Norden der Stadt, während die Gegend um die Hintergasse von den zahlungskräftigeren Bürgern gemieden wurde. Um das Standortimage aufzupolieren und ebenfalls von der allgemeinen Konjunktur zu profitieren, reichten die Anwohner 1903 ein Gesuch auf Änderung des Strassennamens beim Stadtrat ein, zumal «das Stadtbild ein total anderes geworden», das Präfix «Hinter-» sich also erübrige und die Hintergasse «eine schöne breite Strasse», sicherlich keine «Gasse» sei. Schliesslich sei auch ihr Gegenstück, die «Vordergasse», in «Marktgasse» umbenannt worden. Da ferner das Geburtshaus des ersten Schweizer Bundespräsidenten Furrer, dem 1895 bereits ein Denkmal gesetzt worden war, an der Hintergasse lag, wünschte man sich, die «Jonas-Furrer-Strasse» zu werden. Die Exekutive unter Stadtpräsident Rudolf Geilinger wollte davon aber nichts wissen und den hehren Namen offensichtlich nicht an einen übel beleumdeten Strassenzug «verschwenden». Mit dem Hinweis darauf, dass bereits erwogen werde, die «Museumstrasse» (die heutige Stadthausstrasse) nach Furrer zu benennen, gab sie im November 1903 abschlägigen Bescheid. Am 30. Mai 1904 gelangte die «pièce de résistance» vor das Stadtparlament, wo zwar gespöttelt wurde, «weil [die Hintergässler] die materiellen Vorteile einer Namensänderung allzu sehr in den Vordergrund stellten», aber einstimmig der Beschluss gefasst wurde, dem Wunsch stattzugeben. Um nun nicht tatsächlich eine «Jonas-Furrer-Strasse» Wirklichkeit werden lassen zu müssen, beeilte sich der Stadtrat geflissentlich und verkündete am 11. Juni 1904 die Namensänderung zu «Steinberggasse». Benannt wurde sie nach den drei Häusern zum Steinberg «Oberer Steinberg» (Technikumstrasse 36), «Mittlerer Steinberg» (Technikumstrasse 42) und «Unterer Steinberg» (Technikumstrasse 44) und der damit verbundenen Stadtmauerlegende. Die Berichterstattung der Neuen Zürcher Zeitung sorgte dabei für einige Konfusion: Zunächst meldete sie, die Hintergasse heisse nun «Weinberggasse», um sich tags darauf abermals falsch zu korrigieren, sie heisse «Steinbergstrasse». Die Hoffnungen auf wirtschaftlichen Aufschwung erfüllten sich nicht. Der Grütlianer resümierte im Jahr 1909:
«Vor einigen Jahren kämpfte der Quartierverein einen heroischen Kampf, um den Namen Hintergasse abzustreifen und diesen Stadtteil in Steinberggasse umzutaufen. Den Leuten wurden goldene Berge von dieser Namensänderung versprochen: Handel, Wandel und Gewerbe müssten aufblühen, die Liegenschaftenpreise steigen, die Nachfrage nach Wohnungen gewaltig sich mehren, sobald nur der ominöse, diskreditierende Name beseitigt sei. In seiner bekannten Gutmütigkeit hat der Stadtrat damals den Petenten entsprochen […]. Und nun soll er wohl auch noch schuld sein daran, dass die Häuser an der neubenamsten Strasse immer noch gleich wenig wert sind wie früher, und es trotzdem die Leute nicht lassen können, die Steinberggasse bei ihren Einkäufen abseits liegen zu lassen, schon deshalb, weil eben die Verkaufsläden anderswo liegen.»

### Neuere Entwicklungen
1922 wurde die Niedergasse in die Steinberggasse integriert.
Am 6. Juli 1963 wurde im Haus an der Steinberggasse 31, das zuvor dem Arbeiterbildungsverein gehört hatte, das Jugendhaus Winterthur («Juhu») als eines der ersten seiner Art in der Schweiz eröffnet. Seit 1958 hatte ein Jugendfreizeitverein bestanden. Das Jugendhaus enthielt einen Jazzkeller und ein Jugendcafé im ersten Stock. Es sollte den Jugendlichen mit seiner «gemütliche[n] und heimelige[n] Atmosphäre» Gelegenheit bieten, «sich nach einem strengen Tageswerk bei alkoholfreien Getränken, Musik und Plauderei zu entspannen».
Bis 1973 war die Steinberggasse eine vielbefahrene Strasse. In ihrer Mitte befand sich wie auch auf dem Neumarkt ein Autoparkplatz. Nach Annahme der Volksinitiative für eine autofreie Altstadt wurden die Trottoirs eingeebnet.
Seit 1978 steht jährlich die Hauptbühne der Winterthurer Musikfestwochen auf der Steinberggasse. Beim ersten Konzert spielten hier James Booker, Memphis Slim, Mickey Baker und Fairport Convention.
1984 eröffnete im Haus «Zur Flora» (Nr. 47) der erste Stripklub der Stadt. Das «Red House» benannte Etablissement wurde 2018 geschlossen.
1997 wurden die Judd-Brunnen, die dem ehemaligen Verlauf des Stadtbachs folgen, eingeweiht.

## Gebäude

### Albani Music Club

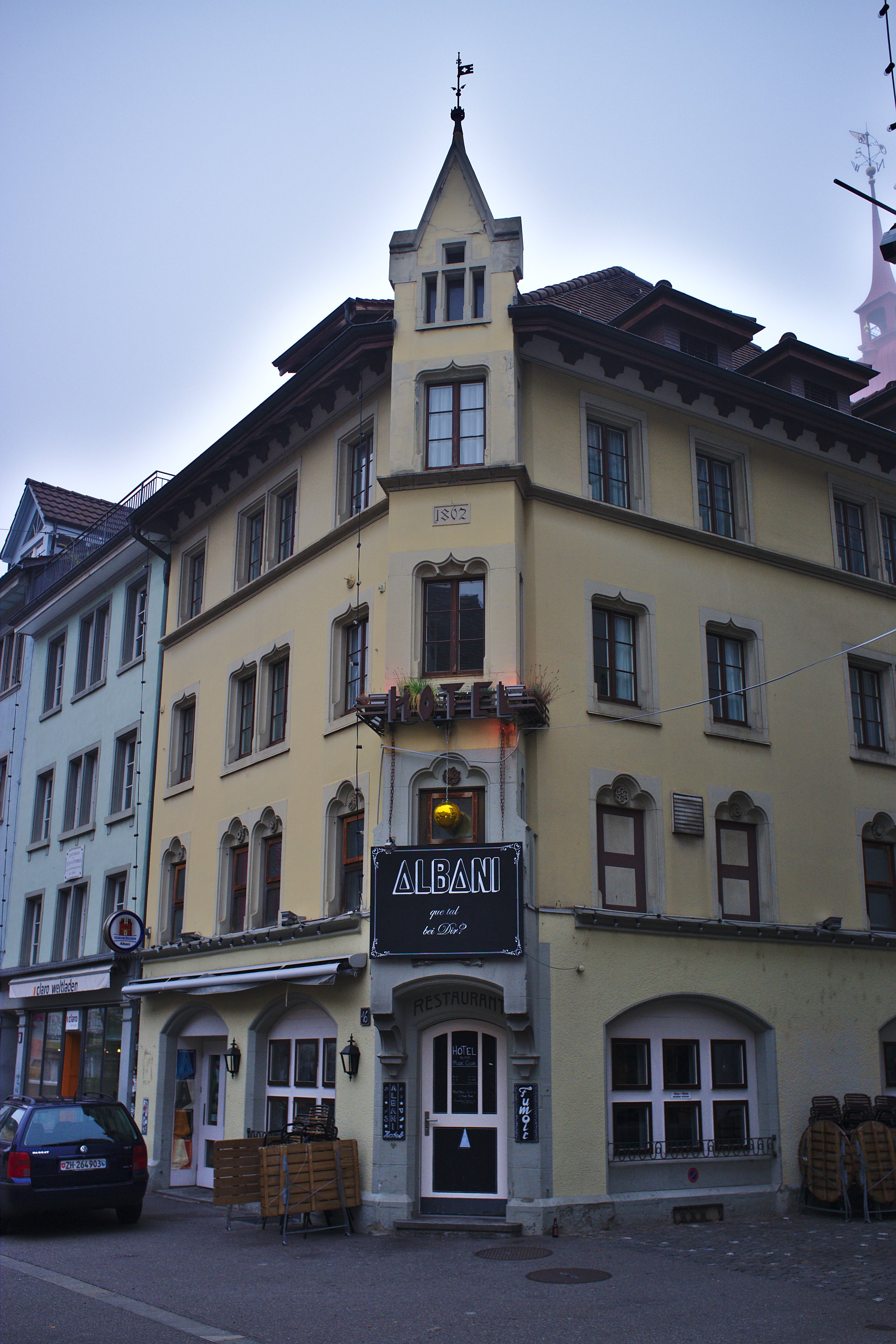
Der heutige Albani Music Club

Das neugotische Haus «Zum Feigenbaum» an der Ecke Steinberggasse/Obere Kirchgasse wurde 1862 nach Plänen des ersten Winterthurer Stadtbaumeisters Karl Wilhelm Bareiss erbaut. Dieser zeichnete unter anderem auch für die Bad- und Waschanstalt und die katholische Kirche St. Peter und Paul verantwortlich.
Seit ca. 1900 befand sich in den unteren Geschossen das Tanzlokal «Tiroler Franzel», später «Tirolerhof», das vor allem Gastarbeiter aus dem Tirol frequentierten. Noch heute existiert in der ersten Etage ein Panoramabild, das den Tiroler Freiheitshelden Andreas Hofer im Kampf gegen Napoleons Truppen zeigt. Schon damals war in den oberen Stockwerken ein Hotel untergebracht. Seit der Übernahme 1953 trug das Konzerthaus mit kurzen Unterbrechungen stets Namen mit dem Bestandteil «Albani». 1988 wurde es im Inneren umgebaut und als «Albani Music Club» neu eröffnet. Als 2020 bekannt wurde, dass eine Schwyzer Immobilienfirma das Albani kaufen wollte, wurde in einer Crowdfunding-Kampagne mit Einzelspenden bis zu 50'000 Franken binnen 2 Wochen genügend Geld zusammengebracht, um einen Verkauf abzuwenden.

### Altes Pfarrhaus

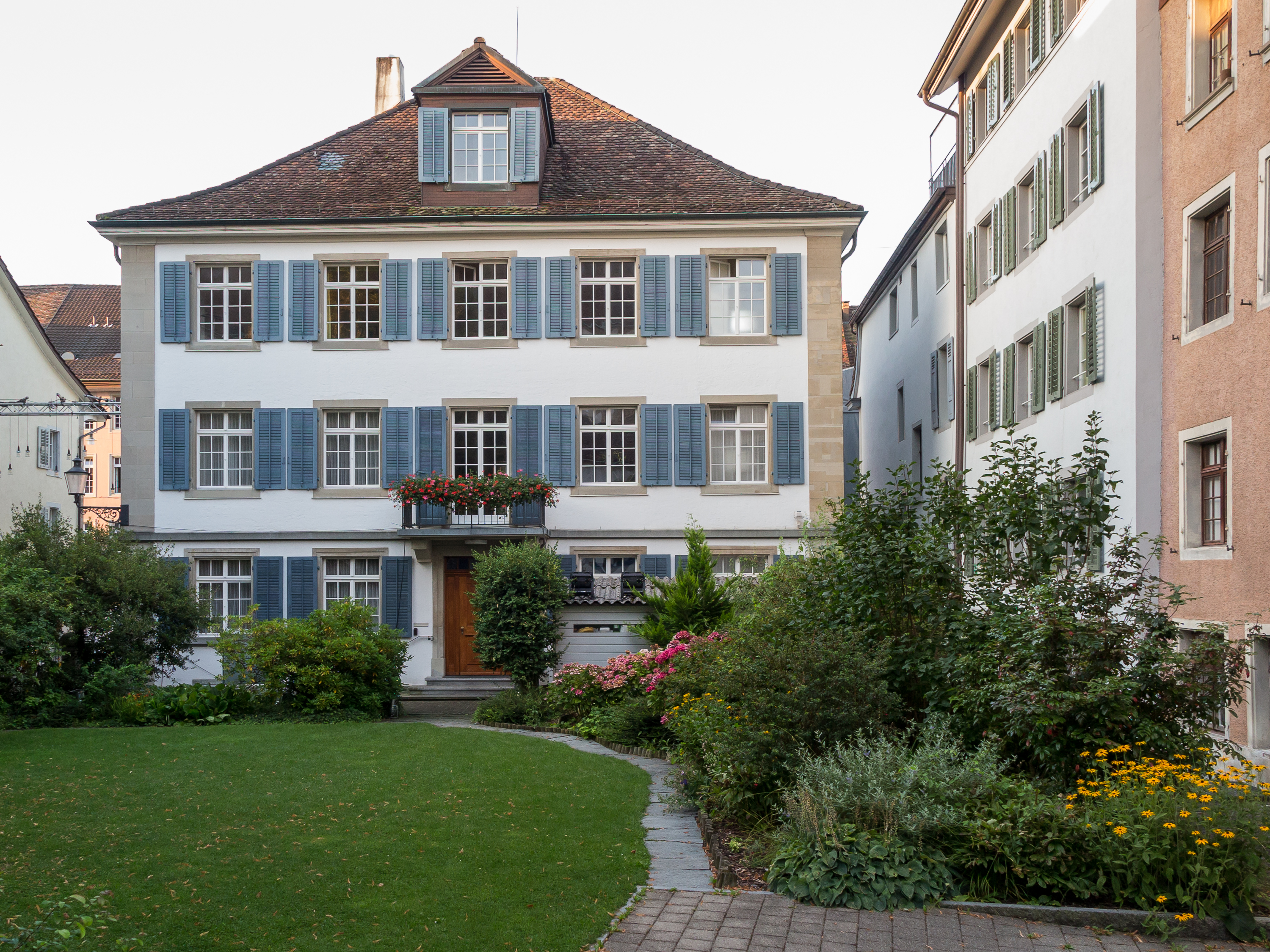
Das Alte Pfarrhaus, vom Kirchplatz aus gesehen

Der Pfarrer der Stadtkirche wohnte seit dem 15. Jahrhundert an der Ecke Steinberggasse/Pfarrgasse. Noch vor der Reformation wurde hier 1485 ein erstes Pfarrhaus errichtet, 1573 erfolgte ein Um- oder Neubau. Das heutige Gebäude geht auf einen Neubau von 1794/1795 zurück. Als 1826 der Kirchfriedhof verlegt wurde, baute man die Pfarrgasse aus, trug dabei auch das Waschhaus des Pfarrhauses ab und legte den Garten an der Nordseite an. Der Haupteingang befand sich ursprünglich auf der Südseite an der Steinberggasse. 1870 wurde das Portal zugemauert und durch ein Fenster ersetzt. Noch heute erkennt man die Stelle an den Festons über dem unteren Mittelfenster, die es mit dem ersten Stock verbinden. 1871 schenkte die Zürcher Domänenverwaltung das Pfarrhaus der Kirchgemeinde Winterthur. Bei einem Umbau 1950 wurde die Lukarne auf dem südlichen Dach entfernt. Heute sind im Pfarrhaus das Sekretariat der Stadtkirche, Büros und Sitzungszimmer untergebracht. Seine Räumlichkeiten werden unter anderem auch für den Kirchenkaffee und den Religionsunterricht genutzt.
Das Alte Pfarrhaus ist ein hervorragendes Beispiel des frühen Winterthurer Klassizismus. Die Fassade ist schlicht gestaltet und nur durch Ecklisenen und ein Gurtgesims über dem Erdgeschoss gegliedert.

## Brunnen
→ Hauptartikel: Judd-Brunnen, Fischmädchenbrunnen
Um 1500 wurde vor der Unteren Badstube («Goldbad», 1806 abgerissen) ein 17 Meter tiefer und 2 Meter breiter Sodbrunnen angelegt, der bis auf den Grundwasserspiegel reichte. Darüber stand ein hölzernes Brunnenhaus. 1764 wurden der Brunnen zugemauert und das Haus abgebrochen. Bei der Neugestaltung der Steinberggasse wurde der Sodbrunnen 1996 wiederentdeckt. Er kann heute durch eine Plexiglasscheibe eingesehen werden.
Die an der Hintergasse gelegene «Metzg» und die Badstube, die besonders viel Wasser benötigten, besassen bereits seit 1572 eigene Wasserleitungen. Das Wasser wurde mittelst Teucheln direkt von der Eulach bezogen. 1580 erhielt die Steinberggasse schliesslich einen öffentlichen Laufbrunnen zur Trinkwasserentnahme. Verantwortlich für den Steinbau war Melchior Bartmann aus Bremgarten, der zeitgleich auch die Brunnen am Obertor («Fortunabrunnen») und am Untertor («Wilder-Mann-Brunnen») errichtete. Anders als die anderen sechs alten Brunnen Winterthurs erhielt derjenige an der Hintergasse keine Figur. Sein Wasser, das vom Heiligberg (Mötteli und Breite) bezogen wurde, war für seine «gepriesenen mineralischen Substanzen» bekannt, führte aber auch Lehmklümpchen mit, die in der Sonne golden schimmerten. Man nannte ihn deswegen «Goldbrunnen». Infolge der modernen Wasserversorgung wurde er 1872 zusammen mit den anderen verbliebenen Laufbrunnen entfernt.
Erst 1937 erhielt die Steinberggasse mit dem «Fischmädchenbrunnen» wieder einen eigenen Brunnen. 1997 wurde dieser um die drei Judd-Brunnen ergänzt.

## Personen mit Bezug zur Steinberggasse
- Johann Jakob Sulzer «zum Tiger» (1738–1797), Gründer der ersten chemischen Fabrik der Schweiz («Laboratorium»), wohnte im Haus «Zum Tiger» (Nr. 33).
- Johann Jakob Biedermann (1763–1830), Maler, wohnte im Haus «Zum Sternen» (Nr. 57).
- Jakob Ziegler-Pellis (1775–1863), Unternehmer und Kantonsrat, wohnte im Haus «Zum obern Steinberg» (Nr. 29) und liess hier ein drittes Stockwerk für sein Vogelkabinett und seine Bildersammlung aufbauen.
- Jonas Furrer (1805–1861), erster Schweizer Bundespräsident, im Haus «Zur Meise» (Nr. 18) als Sohn eines Schlossermeisters geboren und aufgewachsen.
- Maria Susanne Kübler (1814–1873), Volksschriftstellerin, an der Steinberggasse als Tochter eines Lehrers aufgewachsen.
- Max Heiland (1921–2012), Coiffeurmeister und Künstler, an der Steinberggasse als Sohn eines Coiffeurs aufgewachsen.
- Bruno Stefanini (1924–2018), Immobilienunternehmer, besass über die Hälfte der Liegenschaften an der Steinberggasse und geriet immer wieder in die Schlagzeilen, weil er sie verfallen liess.